# Чехов-Сахалинский
Че́хов-Сахали́нский — железнодорожная станция Сахалинского региона Дальневосточной железной дороги. Названа по одноимённому населенному пункту, в котором расположена.

## История
Станция открыта в 1921 году в составе пускового участка Холмск — Чехов-Сахалинский под названием Нода. В то время к станции примыкало две лесовозных узкоколейные железные дороги и производилась перегрузка леса. В 1946 году после перехода станции под контроль СССР станция получила нынешнее название. Ранее имелись ответвления на Чеховский целлюлозно-бумажный завод и склады вино-водочного завода. В середине 2000-х прошла реконструкция станции в рамках программы перешивки Сахалинской железной дороги на колею 1520 мм, было заменено два моста и установлена новая светофорная сигнализация.

## Деятельность
По параграфу станция способна осуществлять небольшие грузовые отправления со складов и на открытых площадках, приём/отправку контейнеров массой до 5 тонн, а также продажу пассажирских билетов.
Пассажирское сообщение по станции представлено пригородными дизель-поездами до Холмска (3 пары ежедневно (в воскресенье 2 — утренний и вечерний); по понедельникам, пятницам и субботам утренний и вечерний поезда продлеваются до станции Томари). На участке Чехов-Сахалинский — Томари пассажирское сообщение прерывалось в 2005—2008 годах. По указанию раз в две недели назначается грузо-пассажирский поезд Южно-Сахалинск — Холмск, останавливающийся на станции.